# Crucihimalaya bursifolia
Crucihimalaya bursifolia là một loài thực vật có hoa trong họ Cải. Loài này được (DC.) D.A.German & A.L.Ebel mô tả khoa học đầu tiên năm 2005.